# 리버티 글로벌
리버티 글로벌(Liberty Global plc)은 영국-네덜란드-미국 다국적 통신회사로 런던, 암스테르담, 덴버에 본사를 두고 있다. 각각의 법적 이름은 Liberty Global Plc, Liberty Global B.V., Liberty Global, Inc.이며, 이들 중 첫 번째 이름은 공개 상장됐다. 2005년에 국제 부문인 리버티 미디어(미국 케이블 TV 그룹 TCI의 분사)와 유나이티드글로벗컴(UnitedGlobalCom, UGC)의 합병으로 설립되었다.
리버티 글로벌은 2019년에 115억 달러의 연간 매출을 올렸으며 6개국에서 운영되고 20,600명의 직원을 보유하고 있다. 케이블 서비스 가입자는 1,080만 명, 즉 비디오, 인터넷, 음성 고객을 합친 2,530만 RGU(수익 창출 단위)를 보유하고 있다.